# Грушевський Григорій Іванович
Груше́вський Григо́рій Іва́нович (псевдоніми — Грицько Чулай, Петро Голота; 22 лютого (6 березня) 1865, Пирогів — 1922, Златопіль) — український письменник, драматург, фольклорист, педагог, громадський діяч. Двоюрідний брат Михайла Грушевського.

## Життєпис

### Родина
Григорій Іванович Грушевський народився 22 лютого 1865 року в селі Пирогів на південних околицях Києва.
Батько (пом.10 грудня 1865) — Іван Федорович Грушевський, диякон місцевої Хрестовоздвиженської церкви.
Мати — Марія Олександрівна, у 22 роки залишилася вдовою з двома дітьми. Проте невдовзі вдруге вийшла заміж за свого ровесника — 23-річного Степана Богдановича, дзвонаря київського Софійського собору, який пізніше став пирогівським дияконом.

### Навчання
Закінчив Черкаське духовне училище, після чого вступив до Київської духовної семінарії, де, як сирота, був на державному утриманні. Там він увійшов до «української» Громади, яку очолював його родич Михайло Сергійович Грушевський. Покинув навчання 1889 року, закінчивши 4 класи та отримавши свідоцтво на звання учителя повітового училища з предмету російська мова.

### Педагогічна праця
1889 року влаштувався працювати вчителем у церковнопарафіяльну школу села Нова Гребля Уманського повіту.
В 1892–1897 роках вчителював у Стремигородському однокласному народному училищі неподалік Коростеня, де чеські колоністи прийняли православ'я і на особисте прохання інспектора народних училищ статського радника Д. О. Синицького мав у дусі православ'я підтримувати як учнів, так і їхніх батьків. Отож 5 років додатково проводив вечірні заняття для дорослих. На прохання Михайла Грушевського і Миколи Лисенка записував українські народні пісні серед мешканців Стремигорода та навколишніх сіл і надсилав їх Лисенку.
1897 року призначений на штатну посаду економа у Златопільській чоловічій гімназії(Златопіль нині — у складі міста Новомиргорода Кіровоградської області), на якій пропрацював 8 років. За сумісництвом у 1898—1903 та 1904—1905 навчальних роках викладає ще й предмет Співи.
З 1905 року по 1911 рік займає посаду помічника класних наставників та останні з них три роки досить часто (іноді півроку) викладає предмети російська мова та арифметика у 1-3 класах замість відсутніх викладачів, при цьому у керівництва, яке відвідувала його уроки, зауважень не було.
З 1911 року вчитель підготовчого класу і на цій посаді працює до закриття гімназії у 1920 році.
У 1909–1911 навчальних роках займає посаду помічника класних наставників у Златопільській жіночій гімназії.
За сумлінну працю отримує чини державної служби:
- 1905 року — колезький реєстратор[14].
- 1911 року — колезький секретар[20].
- 1914 року — титулярний радник[23].

### Нагороди
- Орден Святої Анни 3 ступеня — 1 січня 1913 року[26]).
- Медаль «За працю у першому загальному переписі населення»[4]

### Сім'я
Дружина — Анастасія Калениківна Денисова, киянка, «гарна і солідна швачка», з якою одружився 1890 року в Києві.
Донька — Марія (нар.1892–пом.1963).
Син — Олександр (нар.13 березня 1894, Стремигород, Радомисльський повіт, Київська губернія — пом.близько 1919). Закінчив Златопільську чоловічу гімназію (випуск 1913 року, атестат № 607).
Донька — Наталія (нар.1899–пом.1991).

### Останні роки життя
Помер Григорій Грушевський 1922 року.

## Спадщина
З 1889 року друкував вірші, п'єси та оповідання під псевдонімами Грицько Чулай й Петро Голота.
У частині архіву Михайла Грушевського, що вціліла, збереглися листи Григорія Грушевського. Їх копії зберігаються у фондах історико-меморіального музею Михайла Грушевського. З листів дізнаємося, що його вірші публікували в «Киевском слове», у львівських часописах «Правда» і «Зоря».

### П'єси
- Нехрист
- Розбиті надії
- Нечиста сила

## Зазначення
1. 1 2 3 4 5 6 7 8 9 10 11 12  Чеська національна авторитетна база даних
2. 1 2  Грушевський Григорій Іванович на Slovopedia.org.ua. Архів оригіналу за 7 березня 2016. Процитовано 27 серпня 2013.
3. 1 2  «Громада». Часопис Товариства Української Культури Угорщини. — № 1 (105) за січень-лютий 2010 року. Архів оригіналу за 7 серпня 2016. Процитовано 27 серпня 2013.
4. 1 2 3 4  Державний архів Кіровоградської області. Заява Г. І. Грушевського з проханням надати місце вчителя підготовчого класу від 7 травня 1911 року, яке вивільняється у Златопільській чоловічій гімназії. Ф. 499 опис 1 справа 550 С. 29-30 [Архівовано 30 листопада 2016 у Wayback Machine.](рос. дореф.)
5. ↑  Українська літературна енциклопедія. — Т. 1. — К., 1988. — С. 509—510.
6. 1 2  ЦДІАУК. — Ф. 1235. — Оп. 1. — Спр. 289. — Арк. 213
7. 1 2  Памятная книжка Киевской губернии на 1899 год. С. 210(рос. дореф.)
8. 1 2  Памятная книжка Киевской губернии на 1900 год. С. 369(рос. дореф.)
9. 1 2  Памятная книжка Киевской губернии на 1901 год. С. 450(рос. дореф.)
10. 1 2  Памятная книжка Киевской губернии на 1902 год. С. 357(рос. дореф.)
11. 1 2  Памятная книжка Киевской губернии на 1903 год. С. 194(рос. дореф.)
12. ↑  Памятная книжка Киевской губернии на 1904 год. С. 223(рос. дореф.)
13. 1 2  Памятная книжка Киевской губернии на 1905 год. С. 236 [Архівовано 3 листопада 2016 у Wayback Machine.](рос. дореф.)
14. 1 2  Памятная книжка Киевской губернии на 1906 год. С. 56(рос. дореф.)
15. ↑  Памятная книжка Киевской губернии на 1907 год. С. 173(рос. дореф.)
16. ↑  Памятная книжка Киевской губернии на 1908 год. С приложением Адрес-Календаря губернии. С. 209(рос. дореф.)
17. ↑  Памятная книжка Киевской губернии на 1909 год. С приложением Адрес-Календаря губернии. С. 195(рос. дореф.)
18. 1 2  Памятная книжка Киевской губернии. С приложением Адрес-Календаря губернии на 1910 год. С. 213(рос. дореф.)
19. 1 2  Памятная книжка Киевской губернии на 1911 год, с приложением Адрес-Календаря губернии. С. 207(рос. дореф.)
20. 1 2  Памятная книжка Киевской губернии на 1912 год, с приложением Адрес-Календаря губернии. С. 204(рос. дореф.)
21. ↑  Памятная книжка Киевской губернии на 1913 год. С. 210(рос. дореф.)
22. ↑  Памятная книжка Киевской губернии с приложением Адрес-Календаря на 1914 год. С. 215 [Архівовано 5 листопада 2016 у Wayback Machine.](рос. дореф.)
23. 1 2  Памятная книжка Киевской губернии с приложением Адрес-Календаря на 1915 год. С. 195 [Архівовано 18 жовтня 2014 у Wayback Machine.](рос. дореф.)
24. ↑  Адрес-Календарь. Общая Роспись начальствующих и прочих должностных лиц по всем управлениям в Российской империи на 1916 год. Часть 1 и 2. Ч. 1. С. 406 [Архівовано 2 квітня 2015 у Wayback Machine.](рос. дореф.)
25. ↑  Державний архів Кіровоградської області. Список службовців Златопільської чоловічої гімназії на доплати через дорожнечу на серпень - вересень 1919 року. Ф. 499 опис 1 справа 905 С. 98 [Архівовано 30 листопада 2016 у Wayback Machine.](рос. дореф.)
26. ↑  Державний архів Кіровоградської області. Список службовців Златопільської чоловічої гімназії. Ф. 499 опис 1 справа 872 С. 1 [Архівовано 30 листопада 2016 у Wayback Machine.](рос. дореф.)
27. ↑  Державний архів Кіровоградської області. Загальний список осіб, які бажають скласти іспит зрілості у Златопільській чоловічій гімназії у 1905 році. Ф. 499 опис 1 справа 734 С. 7зв. [Архівовано 30 листопада 2016 у Wayback Machine.](рос. дореф.)
28. ↑  Державний архів Кіровоградської області. Список учнів і сторонніх осіб, які витримали іспит зрілості в 1913 році. Ф.499 оп.1 спр.511 С.57 [Архівовано 30 листопада 2016 у Wayback Machine.](рос.)